# Ivo Žirovčić
Ivo Žirovčić (Križanče, 29. ožujka 1855. – Zagreb, 5. prosinca 1938.) bio je hrvatski liječnik i ravnatelj Zavoda za umobolne u Stenjevcu. Smatran začetnikom hrvatske psihijatrije, najpoznatiji je po uvođenju prve hrvatske psihijatrijske klasifikacije.

## Rane godine i školovanje
Ivo Žirovčić rođen je u plemićkoj obitelji kao najstariji od devetnaestero djece u selu Križanče kod Bedekovčine u Hrvatskome zagorju. Školovanje je započeo u Bedekovčini, nastavio prve razrede gimnazije u Varaždinu, a završio u Zagrebu. Studij medicine završio je u Beču 1880. godine. Vrativši se u Hrvatsku radio je kao liječnik u Lipiku, Pisarovini, Severinu na Kupi i Ogulinu. Uz liječnički rad, posebice u Ogulinu, često je obavljao sudska vještačenja, uključujući i psihijatrijska.

## Ravnateljstvo u Zavodu za umobolne u Stenjevcu

### Prvi mandat (1894. – 1896.)
Ivo Žirovčić je 1. travnja 1894. preuzeo dužnost ravnatelja Zavoda za umobolne u Stenjevcu (danas Klinika za psihijatriju Vrapče), zamijenivši prethodnog ravnatelja Ivana Rohačeka. Zavod je tada bio u vrlo lošem stanju – nedostajalo je stručnjaka, vladala je opća neorganiziranost, higijenski uvjeti bili su izuzetno loši, a epidemije učestale. Uz to, ustanovi su kronično nedostajala financijska sredstva jer je u rad Zavoda Zemaljska vlada iznimno malo ulagala. Iako je Žirovčić poduzimao velike napore kako bi unaprijedio situaciju, suočavao se s jakim otporom vlasti, pa je već 1896. godine razriješen dužnosti.

### Drugi mandat (1898. – 1919.)
Nakon što je Žirovčićev nasljednik Ivan Šimsa  zbog sukoba s vlastima ubrzo otpušten, Žirovčić se ponovno vraća na čelo Zavoda. Tijekom svog drugog mandata, u narednih 20 godina znatno je modernizirao bolnicu, koja je u to vrijeme doživjela velik prosperitet. Iz tog vremena datiraju i njegova izvješća o radu Zavoda, objavljivana u Liječničkom vjesniku. Ova izvješća smatraju se krucijalnim izvorima za razumijevanje rane hrvatske psihijatrije i proučavanje povijesti Klinike za psihijatriju Vrapče.

## Vještačenje u suđenju Luki Jukiću
Uz Žirovčićevu karijeru veže se i suđenje Luki Jukiću. Nakon atentata na bana Slavka Cuvaja 1912. godine u Zagrebu, atentator Jukić pokušao je obranu na temelju neuračunljivosti. Žirovčić u vještačenju odbija proglasiti Jukića neuračunljivim, što u javnosti izaziva optužbe za pogodovanje vlastima. Žirovčić je branio svoju odluku profesionalnim načelima. 
Jukić je prvotno osuđen na smrt, no kasnije je pod pritiskom javnosti kazna promijenjena na zatvorsko služenje u Lepoglavi. Prema predaji, nakon što je po završetku Prvog svjetskog rata, Jukić pomilovan, posjetio je Žirovčića i zahvalio mu što ga nije proglasio ludim.[nedostaje izvor]

## Starost i smrt
Žirovčića je 1917. godine tijekom liječničkog obilaska jedan pacijent udarcem u glavu teško ozlijedio. To je izazvalo traumatični glaukom zbog čega je postepeno oslijepio. Žirovčić 1919. godine odlazi u mirovinu. Umire u Zagrebu 1938. godine.

## Doprinos hrvatskoj medicini
Ivo Žirovčić svojim je stručnim radovima aktivno promicao važnost psihijatrije i medicine. Oslanjajući se na velike autoritete europske psihijatrije, izradio je prvi hrvatski priručnik za klasifikaciju duševnih bolesti pod naslovom „O nazivlju i razdielbi duševnih bolesti“ i objavio ga u Liječničkom vjesniku. Time je riješio dugogodišnje poteškoće s terminološkom neujednačenosti u razdiobi dijagnostičkih kategorija psihičkih bolesnika i otvorio put modernoj psihijatriji u Hrvatskoj.
Baveći se sudskom (forenzičkom) psihijatrijom, značajno je doprinio pravosuđu objavljujući primjere iz svoje vještačke prakse. Zbog svog djelovanja smatran je ocem hrvatske forenzičke psihijatrije.
U hrvatsku psihijatriju uveo je suvremene znanstvene pristupe i ideje. Smatrao je mozak središnjim organom u proučavanju duševnih bolesti i odbacivao prethodne nefizičke teorije o njihovu podrijetlu. Posebno je isticao važnost tjelesne njege i kvalitetne skrbi u uspješnom psihijatrijskom liječenju.

## Zanimljivosti
- Godine 2014. donesena je odluka o dodjeli nagrade Hrvatskog psihijatrijskog društva pod imenom „Dr. Ivo Žirovčić“ za najbolje vrednovani stručni i znanstveni rad objavljen u četverogodišnjem razdoblju.
- Prema nekim izvorima, Ivo Žirovčić pohađao je Klasičnu gimnaziju u Zagrebu zajedno sa sinom pjesnika Petra Preradovića, a tijekom svojih studentskih dana u Beču vjerojatno je poslušao pokoje predavanje i sa mladim Sigmundom Freudom.[nedostaje izvor]